# Como Foot-Ball Club 1921-1922
Questa pagina raccoglie le informazioni riguardanti il Como Foot-Ball Club nelle competizioni ufficiali della stagione 1921-1922.

## Stagione
Nella stagione 1921-1922, la stagione della scissione in due federazioni distinte, il Como ha disputato il massimo campionato italiano F.I.G.C. prendendo parte alle qualificazioni lombarde, vincendo il proprio girone.
Nel girone di finale lombardo è stato superato dai rivali concittadini dell'Esperia i quali, vincendo il girone con 7 punti, sono ammessi alle semifinali interregionali.
Con il Compromesso Colombo il Como è ammesso al torneo di qualificazione che mette in palio sei posti per il campionato di Prima Divisione successivo. Viene eliminato dal Piacenza e retrocede in Seconda Divisione.

## Rosa
| N. |                      | Ruolo | Calciatore       |
| -- | -------------------- | ----- | ---------------- |
|    | Italia (bandiera)    | A     | Achille Avogadro |
|    | Italia (bandiera)    | P     | Giorgio Avogadro |
|    | Italia (bandiera)    | C     | Carlo Barini     |
|    | Italia (bandiera)    | A     | Luigi Bianchi    |
|    | Italia (bandiera)    | C     | Francesco Cetti  |
|    | Italia (bandiera)    | A     | Antonio Cetti    |
|    | Italia (bandiera)    | D     | Antonio Colombo  |
|    | Argentina (bandiera) | A     | Edoardo Donegana |
|    | Italia (bandiera)    | D     | Silvio Frigerio  |

| N. |                   | Ruolo | Calciatore        |
| -- | ----------------- | ----- | ----------------- |
|    | Italia (bandiera) | C     | Pietro Marelli    |
|    | Italia (bandiera) | C     | Carlo Marzorati   |
|    | Italia (bandiera) | D     | Luigi Melli       |
|    | Italia (bandiera) | A     | Giuseppe Pizzi    |
|    | Italia (bandiera) | D     | Ottorino Poletti  |
|    | Italia (bandiera) | D     | Felice Prosdocimi |
|    | Italia (bandiera) | D     | Ottavio Ragazzoni |
|    | Italia (bandiera) | P     | Giulio Sironi     |
|    | Italia (bandiera) | C     | Angelo Sonvico    |

## Risultati

### Prima Categoria

#### Girone A lombardo

##### Girone di andata
| Arbitro: | Mauro (Milano) |

|                  |           |                    |
| Donegana ?’, 57’ | Marcatori | 2’ Riva I 14’ Caro |

| Varese 16 ottobre 1921 2ª giornata                                                        | Varese    | 1 – 6 referto                                   | Como | Campo delle Bettole |
| \| \| \| \| \| Zanetti \| Marcatori \| ?’, ?’ Donegana Sonvico ?’, ?’ Cetti I Cetti II \| |           |                                                 |      |                     |
|                                                                                           |           |                                                 |      |                     |
| Zanetti                                                                                   | Marcatori | ?’, ?’ Donegana Sonvico ?’, ?’ Cetti I Cetti II |      |                     |

| Arbitro: | Pozzi |

|                                            |           |              |
| Cetti II 16’ Bianchi 28’ Donegana 40’, 57’ | Marcatori | 86’ Boiocchi |

##### Girone di ritorno
| Arbitro: | Bistoletti (Milano) |

|                          |           |  |
| Riva II 11’ Lurati I 82’ | Marcatori |  |

| Como 13 novembre 1921 5ª giornata | Como      | 7 – 2 referto          | Varese | Campo di via dei Mille |
| \| \| \| \| \| Donegana 19’, 73’, 79’ Marzorati 30’ Bardelli 39’ (aut.) Avogadro I 44’ Cetti II 82’ \| Marcatori \| 1’ Visca 68’ Tamborini \| |           |                        |        |                        |
| |           |                        |        |                        |
| Donegana 19’, 73’, 79’ Marzorati 30’ Bardelli 39’ (aut.) Avogadro I 44’ Cetti II 82’                                                          | Marcatori | 1’ Visca 68’ Tamborini |        |                        |

| Arbitro: | Tradico (Milano) |

|  |           |                |
|  | Marcatori | 65’ Avogadro I |

#### Girone finale lombardo

##### Girone di andata
| Arbitro: | Sessa (Milano) |

|               |           |                |
| Corsi 4’, 38’ | Marcatori | 83’ Avogadro I |

| Arbitro: | Sianesi |

|  |           |                                                 |
|  | Marcatori | 10’ M. Ronchetti 35’ Corsiglia 40’ G. Ronchetti |

| Arbitro: | Antonini (Cremona) |

|                     |           |  |
| Defendi 4’ Poli 25’ | Marcatori |  |

##### Girone di ritorno
| Arbitro: | Livraghi (Milano) |

|                                                     |           |           |
| Avogadro I 16’ Marelli 48’ Bianchi 56’ Cetti II 79’ | Marcatori | 32’ Bozzi |

| Como 1 gennaio 1922 5ª giornata | Esperia        | 0 – 0 referto | Como | Campo via Milano\| Arbitro: \| Mauro (Milano) \| |
| Arbitro:                        | Mauro (Milano) |               |      |                                                  |

| Arbitro: | Grassi |

|                                 |           |  |
| Defendi 25’ (aut.) Cetti II 64’ | Marcatori |  |

## Statistiche

### Statistiche di squadra
| Competizione                             | Punti | In casa | In casa | In casa | In casa | In casa | In casa | In trasferta | In trasferta | In trasferta | In trasferta | In trasferta | In trasferta | Totale | Totale | Totale | Totale | Totale | Totale | DR  |
| Competizione                             | Punti | G       | V       | N       | P       | Gf      | Gs      | G            | V            | N            | P            | Gf           | Gs           | G      | V      | N      | P      | Gf     | Gs     | DR  |
| ---------------------------------------- | ----- | ------- | ------- | ------- | ------- | ------- | ------- | ------------ | ------------ | ------------ | ------------ | ------------ | ------------ | ------ | ------ | ------ | ------ | ------ | ------ | --- |
| Prima Categoria - girone A lombardo      | 9     | 3       | 2       | 1       | 0       | 13      | 5       | 3            | 2            | 0            | 1            | 7            | 3            | 6      | 4      | 1      | 1      | 20     | 8      | +12 |
| Prima Categoria - girone finale lombardo | 5     | 3       | 2       | 0       | 1       | 6       | 4       | 3            | 0            | 1            | 2            | 1            | 4            | 6      | 2      | 1      | 3      | 7      | 8      | -1  |

### Statistiche dei giocatori
| Giocatore        | Prima Categoria | Prima Categoria |
| Giocatore        | Presenze        | Reti            |
| ---------------- | --------------- | --------------- |
| E. Ansalone      | 1               | 0               |
| A. Avogadro (I)  | 10              | 5               |
| G. Avogadro (II) | 11              | 0               |
| C. Ballerini     | 1               | 0               |
| C. Barini        | 5               | 0               |
| L. Bianchi       | 11              | 2               |
| N.A. Bonelli     | 1               | 0               |
| F. Cetti         | 11              | 2               |
| A. Cetti         | 13              | 5               |
| A. Colombo       | 2               | 0               |
| E. Donegana      | 11              | 9               |
| L. Fazzini       | 1               | 0               |
| S. Frigerio      | 3               | 0               |
| C. Marelli       | 12              | 1               |
| C. Marzorati     | 9               | 1               |
| G. Melli         | 11              | 0               |
| P. Negrini       | 1               | 0               |
| G. Pizzi (I)     | 2               | 0               |
| O. Poletti       | 12              | 0               |
| F. Prosdocimi    | 6               | 0               |
| C. Sironi        | 2               | 0               |
| A. Sonvico       | 5               | 1               |
| G. Tamborini     | 1               | 0               |
| G.A. Villa       | 1               | 0               |